# Девелопмент
 Деве́лопмент (также деве́лопмент недви́жимости, деве́лопинг; от англ. real estate development «совершенствование, развитие недвижимости») — предпринимательская деятельность, связанная с созданием объекта недвижимости, реконструкцией или изменением существующего здания или земельного участка, приводящая к увеличению их стоимости. В российской практике выработались два варианта употребления термина: девелопмент недвижимости (по аналогии с англоязычным) и краткий вариант — девелопмент, имеющий то же значение.
Деве́лопер — предприниматель, занимающийся созданием объектов недвижимости и организацией соответствующих процессов. Девелопер обычно сопровождает процесс создания здания на всех этапах. Он организует проектирование объекта, выкуп земли под объект, получение разрешения на строительство, подыскивает строительную фирму, а впоследствии и брокера для продажи объекта. Сегодня девелоперами чаще всего выступают юридические лица — девелоперские конторы, которые имеют возможность привлекать крупные инвестиции под развитие своих проектов.

## Определения
Существует несколько основных подходов к определению понятия «девелопмент»:
- организация проектов, направленных на качественное изменение недвижимости и территорий для повышения их стоимости и инвестиционной привлекательности;
- комплекс услуг для качественного преобразование объекта недвижимости;
- комплекс работ, начиная с подготовки земельного участка и заканчивая управлением недвижимостью;
- деятельность строительных организаций в сфере финансового управления, управления объектами, строительства и в других смежных направлениях;
- инвестиционная деятельность, связанная с организацией, разработкой и реализацией проектов по развитию объектов недвижимости посредством экономических и правовых преобразований, а также физических изменений объектов деятельности;
- логистическая, маркетинговая, юридическая, финансовая деятельность, направленная на преобразование недвижимости для получения экономической выгоды.

## Понятие «застройщик»
В России широко используется понятие застройщик, которое унаследовано со времён СССР. Оно в определённой степени соответствует понятию девелопер, однако является более широким. Под девелопером обычно понимают инвестора, который осуществляет инвестиции в строительство объекта, желая получить прибыль от продажи или сдачи в аренду этого объекта после его постройки (целиком или частями).
Федеральный закон № 214-ФЗ «Об участии в долевом строительстве многоквартирных домов и иных объектов недвижимости» (последняя действующая редакция от 17.06.2010 г.) указывает:

Застройщик — юридическое лицо независимо от его организационно-правовой формы, имеющее в собственности или на праве аренды, на праве субаренды земельный участок и привлекающее денежные средства участников долевого строительства в соответствии с настоящим Федеральным законом для строительства (создания) на этом земельном участке многоквартирных домов и (или) иных объектов недвижимости, за исключением объектов производственного назначения, на основании полученного разрешения на строительство;

Статья 3 214-ФЗ «Право на привлечение денежных средств участников долевого строительства для строительства (создания) многоквартирного дома и (или) иных объектов недвижимости»:

1. Застройщик вправе привлекать денежные средства участников долевого строительства для строительства (создания) многоквартирного дома и (или) иных объектов недвижимости только после получения в установленном порядке разрешения на строительство, опубликования, размещения и (или) представления проектной декларации в соответствии с настоящим Федеральным законом и государственной регистрации застройщиком права собственности на земельный участок, предоставленный для строительства (создания) многоквартирного дома и (или) иных объектов недвижимости, в состав которых будут входить объекты долевого строительства, или договора аренды, договора субаренды такого земельного участка.
2. Право на привлечение денежных средств граждан для строительства (создания) многоквартирного дома с принятием на себя обязательств, после исполнения которых у гражданина возникает право собственности на жилое помещение в строящемся (создаваемом) многоквартирном доме, имеют отвечающие требованиям настоящего Федерального закона застройщики на основании договора участия в долевом строительстве.
3. В случае привлечения денежных средств граждан для строительства лицом, не имеющим в соответствии с настоящим Федеральным законом на это права и (или) привлекающим денежные средства граждан для строительства в нарушение требований, установленных частью 2 статьи 1 настоящего Федерального закона, гражданин может потребовать от данного лица немедленного возврата переданных ему денежных средств, уплаты в двойном размере предусмотренных статьёй 395 Гражданского кодекса Российской Федерации процентов от суммы этих средств и возмещения сверх суммы процентов причинённых гражданину убытков.

Заказчик — уполномоченное застройщиком лицо, которое от имени застройщика организует посредством договоров отношения с подрядчиками и их деятельность по выполнению инженерных изысканий, подготовке проектной документации, осуществлению строительства. При этом заказчик не является обязательной фигурой в процессе строительства, так как застройщик может вступать в отношения с подрядчиками напрямую, без посредника-заказчика. В этом случае мы будем иметь дело с «застройщиком-заказчиком». Застройщик также может обходиться без заказчика и подрядчиков, например, в том случае когда застройщиком является строительная фирма, или гражданин, самостоятельно строящий индивидуальный жилой дом.

## Этапы и виды девелопмента
1. Разработка концепции и предварительное рассмотрение проекта
2. Оценка местоположения и технико-экономическое обоснование проекта
3. Проектирование и оценка проекта
4. Заключение контрактов и строительство
5. Маркетинг, управление и распоряжение результатами[2]

В книге Professional Real Estate Development. The ULI Guide to the Business предлагается выделять 6 этапов девелопмента:
1. анализ экономической целесообразности и приобретение земли;
2. создание проекта;
3. финансирование проекта;
4. строительство;
5. продажа и сдача в аренду;
6. эксплуатация и управление объектом.

В упрощённом виде можно выделить три стадии:
- предпроектная — исследование рынка, определение сроков выполнения проекта и необходимых ресурсов, поиск инвесторов, создание и согласование документации, организация проектной группы;
- проектная — участие в тендерах, доработка документации, управление строительством и сдача в эксплуатацию;
- эксплуатационная — маркетинговое сопровождение реализации, непосредственно реализация, контроль эксплуатации объектов недвижимости.

Существует четыре вида девелопмента:
- Fee-девелопмент: девелопер является исполнителем, получая фиксированный гонорар, отвечает только за коммерческую эффективность проекта и не несёт финансовых рисков[3].
- Speculative-девелопмент: девелопер выступает в роли инициатора и организатора проекта, принимает на себя риски, связанные с неудачей проекта[6][7].
- BTS-девелопмент (от англ. Built-to-suit): девелопер решает комплекс задач по созданию объекта недвижимости под цели конкретного заказчика.
- Лэнд-девелопмент: преобразование земельных участков для повышения их коммерческой ценности (покупка земли, а также юридические, технические и административные операции)[3].

Также, в зависимости от типа объекта недвижимости, по видам различают девелопмент:
- жилой недвижимости;
- коммерческой недвижимости;
- загородной недвижимости;
- земельных участков (девелопмент земли, ленд-девелопмент).

Более подробная классификация видов девелопмента может включать разделение по классам объектов недвижимости: жилая недвижимость элитная/бизнес-класса/эконом-класса и т. п.